# Vítek III. z Prčice a Plankenberka
Vítek III. mladší z Prčice a Plankenberka (před 1194– po 1244) byl pánem Prčice a Plankenberka a je považován za zakladatele rodu Rožmberků.

## Původ
Jeho otcem byl Vítkovec Vítek I. z Prčice, bratry pak Jindřich I. z Hradce, předchůdce pánů z Hradce, Vítek II. starší, předchůdce rodu pánů z Krumlova, a Vítek IV., předchůdce rodu pánů z Landštejna.
Vítek III. mladší měl neznámou dceru a syny Zachaře („Zachariáše“) z Prčice a Plankenberka, Vítka V. z Příběnic (zemřel před 1259) a Voka I. z Rožmberka, pozdějšího českého nejvyššího maršálka, správce Horních Rakous a zemského hejtmana ve Štýrsku.
Podle Václava Březana byla neznámou dcerou Anežka. Avšak zde Březan opět mylně vycházel ze závěti Voka z Rožmberka, kde synovi této neznámé dcery Vítka mladšího odkazuje majetek: "Item pueris sororismee do Pritschit in cambium". Dále se v této závěti lze dočíst: "..... Et quinque marce auri solvantur inde pueris domini Bawari secundum". (viz JSH, ročník LVII/1, str. 87). V překladu těchto odkazů Březana vedla mylná domněnka, že syn neznámé dcery Vítka mladšího a syn Bavora II. ze Strakonic byla stejná osoba. Březan se tedy domníval, že neznámou dcerou je Anežka, avšak doložitelně se jedná o Anežku - nemanželskou dceru Přemysla Otakara II.
V této části se Březan dopustil ještě jedné mýlky. Vítkovi totiž přisoudil ještě další dva syny: Mikuláše (jedná se o pražského biskupa; tuto domněnku mylně převzal z Hájkovy kroniky) a Buriana (tato osoba pouze figuruje v listinách Václava I. z roku 1250 jako svědek Borso de Rysenburch).